# Centaurea subjacea
Centaurea subjacea là một loài thực vật có hoa trong họ Cúc. Loài này được (Beck) Hayek mô tả khoa học đầu tiên năm 1901.